# Yumates nesophila
Yumates nesophila is een spinnensoort in de taxonomische indeling van de Dwergcelspinnen (Oonopidae).
Het dier behoort tot het geslacht Yumates. De wetenschappelijke naam van de soort werd voor het eerst geldig gepubliceerd in 1924 door Ralph Vary Chamberlin.